# Villeray–Saint-Michel–Parc-Extension
Villeray–Saint-Michel–Parc-Extension – jedna z dziewiętnastu dzielnic Montrealu. Jest to najbardziej wieloetniczna dzielnica Montrealu, mieszkają tutaj przedstawiciele 75 narodowości. Najliczniejszymi wśród nich są Włosi, Grecy, Portugalczycy, Wietnamczycy i Haitańczycy.
Mimo wielu imigrantów, francuski pozostaje najpowszechniej używanym językiem w dzielnicy. Ze względu na dużą liczbę imigrantów z Ameryki Łacińskiej, język hiszpański pełni rolę drugiego języka.
Villeray–Saint-Michel–Parc-Extension jest podzielona na 3 poddzielnice:
- Villeray
- Saint-Michel
- Parc-Extension